# Kot błotny
Kot błotny, chaus, kot bagienny, kot trzcinowy (Felis chaus) – gatunek drapieżnego ssaka z podrodziny kotów (Felinae) w obrębie rodziny kotowatych (Felidae). Opisany w 1777 roku. Spokrewniony ze żbikiem europejskim. Jeden z dwóch kotów (obok kota nubijskiego) znanych z egipskich malowideł; był przez Egipcjan używany do polowania na ptaki. Przypomina budową kota domowego, lecz wyróżnia go maskujące umaszczenie.

## Taksonomia
Gatunek po raz pierwszy zgodnie z zasadami nazewnictwa binominalnego opisał w 1777 roku niemiecki przyrodnik Johann Christian Daniel von Schreber, nadając mu nazwę Felis chaus. Miejsce typowe to obszar rzeki Terek, na północ od Kaukazu, w Rosji. Holotyp fizycznie nie istnieje; Schreber swój opis oparł na tekście Güldenstädta z 1776 roku.
Tradycyjnie wyróżniano do dziewięciu podgatunków, jednak liczba ta została ograniczona na podstawie analiz morfometrycznych i molekularnych. Autorzy Illustrated Checklist of the Mammals of the World rozpoznają trzy podgatunki.

### Etymologia
- Felis: łac. feles lub felis „kot”[30].
- chaus: rodzima nazwa dla kota błotnego[31].
- affinis: łac. adfinis lub affinis „związany, sprzymierzony, dobrosąsiedzki”, od ad „w kierunku”; finis „koniec, granica”[32].
- fulvidina: późnołac. fulvidus „śniady, żółty”, od łac. fulvus „śniady, złoto-żółty”[33]; przyrostek -ina „odnoszący się”[34].

## Zasięg występowania
Kot błotny występuje w Azji, zamieszkując w zależności od podgatunku:
- F. chaus chaus – Egipt i Bliski Wschód do Turkiestanu, Uzbekistanu, Kazachstanu i Afganistanu.
- F. chaus affinis – wschodni Afganistan, subkontynent indyjski i Sri Lanka.
- F. chaus fulvidina – południowo-wschodnia Azja, prawdopodobnie Chińska Republika Ludowa.

## Morfologia
Długość ciała 61–85 cm, długość ogona 20–31 cm; masa ciała dorosłych samców 5,7–12 kg, dorosłych samic 2,6–9 kg; wysokość w kłębie to 40–50 cm. Na rozległym obszarze występuje w 3 podgatunkach (czy rasach geograficznych) różniących się ubarwieniem, długością sierści i wielkością. Zazwyczaj jest to kot o płowym (czasem rudawym lub rudobrązowym) ubarwieniu. Ma uszy z krótkimi pędzelkami (jak u rysia). Ogon czarno zakończony, puszysty, z wyraźnymi pierścieniami. Z pyska przypomina kota domowego.

## Ekologia
Zajmuje różne siedliska, jednak preferuje tereny stepowe, nadrzeczne i bagienne. Na Nizinie Lenkorańskiej w Azerbejdżanie występował w nadmorskich zaroślach i trzcinowiskach. Zauważany jest również w gęstych dżunglach. Czasami spotyka się go w okolicach sztucznych stawów rybnych, zbiorników oraz sztucznie nawadnianych pól. Może również występować w suchych, otwartych lasach. Nie boi się ludzi i często osiedla się w pobliżu ich siedzib. Są spotykane od poziomu morza aż po wysokość 2400 m n.p.m. w Himalajach.
Żywi się głównie gryzoniami, ale także zającami, płazami, robakami oraz ptakami, wężami, jaszczurkami i rybami. Koty błotne potrafią nurkować (wykorzystują tę zdolność w celu złapania ryby bądź ucieczki przed psami lub ludźmi).
Ciąża u samicy trwa około 66 dni, w miocie jest 3–5 młodych. Podczas rui samce wydają charakterystyczny dźwięk podobny do szczekania psa. Jest to jeden z niewielu gatunków kotów, u których samiec opiekuje się młodymi. Żyją średnio 14 lat. Dojrzałość płciową osiągają po 1,5–2 latach.

## Zagrożenia i ochrona
Poluje się na niego ze względu na ładne futro; na jedno damskie okrycie trzeba 12 skórek tego kota. W niektórych krajach jest także tępiony jako szkodnik.
Sytuacja prawna w poszczególnych krajach wygląda następująco:
| Polowanie zabronione                                                       | Polowanie dozwolone                                    | Status niejasny                                                                                            |
| -------------------------------------------------------------------------- | ------------------------------------------------------ | --- |
| Bangladesz, Chiny, Indie, Izrael, Pakistan, Tadżykistan, Tajlandia, Turcja | Bhutan, Gruzja, Laos, Liban, Nepal, Sri Lanka, Wietnam | Afganistan, Armenia, Azerbejdżan, Kambodża, Egipt, Iran, Irak, Kazachstan, Syria, Turkmenistan, Uzbekistan |